# Río Ñuble
Río Ñuble är ett vattendrag i Chile.   Det ligger i regionen Región del Biobío, i den södra delen av landet, 400 km söder om huvudstaden Santiago de Chile.
Omgivningen kring Río Ñuble består till största delen av jordbruksmark. Området är  glesbefolkat, med 8 invånare per kvadratkilometer.